# Helina lagenicauda
Helina lagenicauda är en tvåvingeart som beskrevs av Xue 1997. Helina lagenicauda ingår i släktet Helina och familjen husflugor. Inga underarter finns listade i Catalogue of Life.